# Мужская сборная Польши по флорболу
Мужская национальная сборная Польши по флорболу — представляет Польшу на международных соревнованиях по флорболу. Управляющей организацией является Ассоциация флорбола Польши (пол. Polski Związek Unihokeja).

## Результаты выступлений

### Всемирные игры
| Год  | Победы         | Ничьи          | Поражения      | Место          |
| ---- | -------------- | -------------- | -------------- | -------------- |
| 1997 | не участвовали | не участвовали | не участвовали | не участвовали |
| 2017 | 0              | 0              | 3              | 6              |
| 2022 | не участвовали | не участвовали | не участвовали | не участвовали |

### Чемпионаты мира
| Год  | Победы                            | Ничьи                             | Поражения                         | Место                             |
| ---- | --------------------------------- | --------------------------------- | --------------------------------- | --------------------------------- |
| 1996 | не участвовали                    | не участвовали                    | не участвовали                    | не участвовали                    |
| 1998 | не участвовали                    | не участвовали                    | не участвовали                    | не участвовали                    |
| 2000 | 2                                 | 0                                 | 3                                 | 16                                |
| 2002 | 3                                 | 1                                 | 2                                 | 15                                |
| 2004 | не участвовали                    | не участвовали                    | не участвовали                    | не участвовали                    |
| 2006 | участвовали в турнире дивизиона C | участвовали в турнире дивизиона C | участвовали в турнире дивизиона C | участвовали в турнире дивизиона C |
| 2008 | 5                                 | 0                                 | 1                                 | 12                                |
| 2010 | 3                                 | 0                                 | 2                                 | 9                                 |
| 2012 | 2                                 | 0                                 | 3                                 | 11                                |
| 2014 | не участвовали                    | не участвовали                    | не участвовали                    | не участвовали                    |
| 2016 | 2                                 | 1                                 | 2                                 | 13                                |
| 2018 | 3                                 | 0                                 | 2                                 | 13                                |
| 2020 | 3                                 | 0                                 | 3                                 | 11                                |
| 2022 | 3                                 | 0                                 | 3                                 | 11                                |